# David Toro Ruilova
David Toro Ruilova (Sucre, 24 de junho de 1898 — Santiago do Chile, 25 de julho de 1977) foi um oficial militar e político boliviano que serviu como 35º presidente da Bolívia de 1936 a 1937. Anteriormente, ele serviu como ministro do Desenvolvimento e ministro do Governo em 1930.
Em 1936, um golpe de Estado em La Paz instalou Toro como presidente de uma junta governamental. Ele presidiu um período experimental de socialismo militar na Bolívia, que introduziu reformas socialistas moderadas. O Ministério do Trabalho foi criado, um novo código trabalhista foi implementado e os direitos das mulheres foram ampliados. Toro instituiu a Yacimientos Petrolíferos Fiscales Bolivianos como empresa estatal de petróleo, estabeleceu um monopólio estatal sobre a venda de hidrocarbonetos e nacionalizou as participações da Standard Oil em 1937.
O regime de Toro contou com o apoio de membros do movimento dos veteranos. Em 1937, insatisfeito com o ritmo lento das reformas, Toro foi forçado a renunciar em um golpe suave. Ele foi sucedido na presidência por seu protegido e companheiro de armas, Germán Busch. Toro fez uma última tentativa de retornar ao poder em 1938, mas não teve sucesso e caiu no esquecimento. Exilado no Chile, ele morreu em Santiago em 1977.

## Biografia
David Toro Ruilova nasceu em Sucre, em 24 de junho de 1898, filho de Mariano Toro e Teresa Ruilova. Ingressou no Colégio Militar do Exército, graduando-se como subtenente. Participou da Guerra do Chaco, travada entre 1932 e 1935, ocasião em que foi promovido a coronel.
Participou da destituição do presidente Daniel Salamanca Urey, em novembro de 1934. Em seguida, participou de um golpe de Estado contra José Luiz Tejada Sorzano, que o levou ao poder até ser forçado a renunciar, em 13 de julho de 1937, por seu companheiro de armas e amigo, Germán Busch Becerra.

### Governo

Gabinete de Toro

IJá no Palácio Quemado, Toro enfrentou imediatamente uma série de crises urgentes, entre as quais se destacavam um enorme déficit federal decorrente da guerra e a contínua desorganização econômica associada à Grande Depressão em curso. Mais especificamente, ele enfrentou uma disputa com a Standard Oil Corporation, que não havia apoiado suficientemente a Bolívia durante a guerra e, na pior das hipóteses, havia sido totalmente hipócrita e desleal ao país. Aparentemente, várias irregularidades graves foram cometidas, incluindo o suposto contrabando de petróleo boliviano para a Argentina, o mais firme (embora sempre oculto) aliado do Paraguai. Em março de 1937, o governo Toro nacionalizou todas as participações da Standard Oil na Bolívia, para alegria de grande parte da população. Essa nacionalização seria o primeiro passo em direção ao estatismo que caracterizaria a política boliviana nas décadas seguintes.

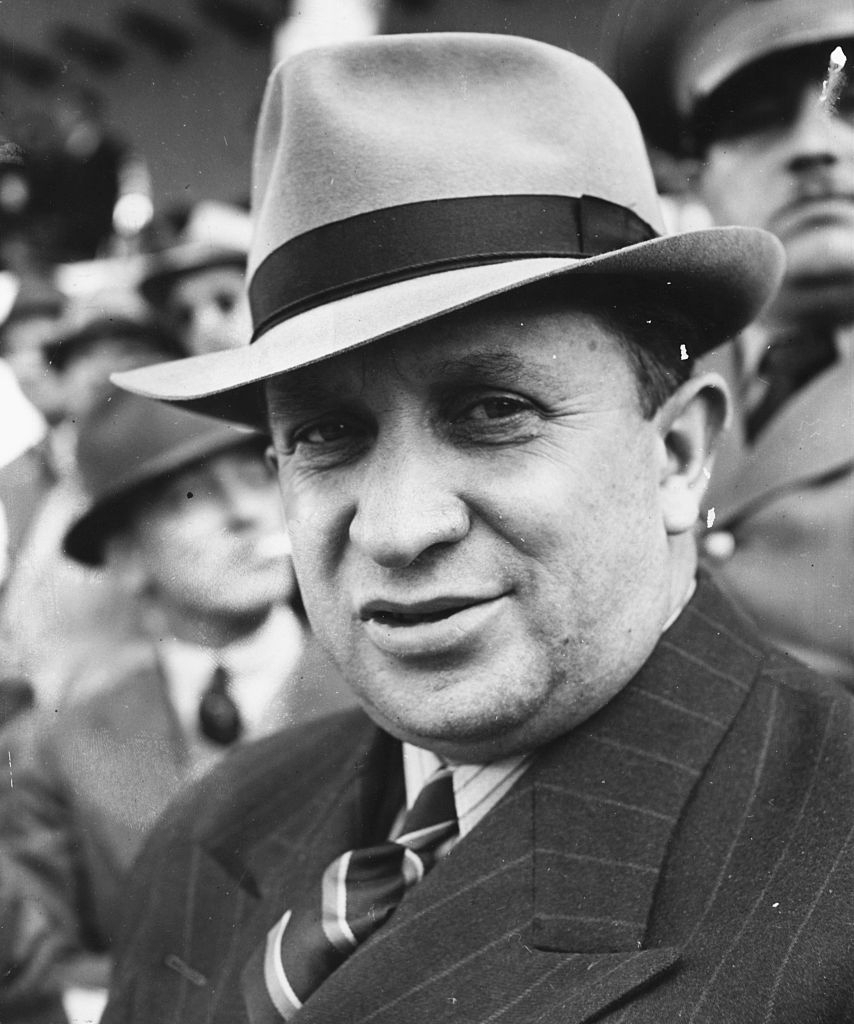
David Toro em 1940

Além disso, a nacionalização marcou o início do fim da República Oligárquica, inaugurada em 1880 após a devastadora derrota da Bolívia para o Chile na Guerra do Pacífico. Esse foi um período de controle civil da política boliviana e de pouca intervenção do exército no processo político, exceto em breves ocasiões e sempre em nome de um caudilho civil ou para convocar eleições. A Guerra do Chaco, no entanto, mudou tudo. Dezenas de milhares de índígenas bolivianos foram recrutados para lutar na guerra e fizeram grandes sacrifícios em nome de um governo que os discriminava e os impedia de participar de forma significativa nos assuntos nacionais. Coincidentemente, a década de 1930 testemunhou o início de uma grande agitação política em todo o mundo, e a Bolívia não ficou completamente à margem dessas tendências. Durante a década turbulenta e marcada por crises, vários partidos comunistas, estalinistas, trotskistas, anarquistas e reformistas foram criados, e novas correntes de pensamento começaram a clamar por grandes mudanças na sociedade boliviana. Toro e os jovens oficiais que o colocaram no poder chamaram sua experiência de “socialismo militar”, mas, temerosos do poder ainda considerável das elites econômicas, não conseguiram levar adiante suas reformas. Ainda assim, foram promulgadas diversas leis para melhorar as condições e direitos dos trabalhadores.

### Queda e exílio
As reformas sociais empreendidas, que por um lado restringiam a atuação e os ganhos da oligarquia e, por outro, o colocavam em confronto com uma das grandes empresas dos Estados Unidos e, consequentemente, com seu governo, bem como o caráter pouco democrático de Toro, demonstrado nos problemas que manteve com os governos constitucionais anteriores e por sua participação no golpe contra Salamanca, propiciaram sua queda. Seu companheiro de armas, Germán Busch, por meio de um movimento político apoiado por militares e pela cidadãos, forçou David Toro a renunciar e se autoproclamou “presidente provisório”. Toro morreu no exílio em 25 de julho de 1977, aos 79 anos, na cidade de Santiago, no Chile.